# Čabiny
Čabiny (maďarsky Csebény) jsou obec na Slovensku v okrese Medzilaborce. Žije zde 320 obyvatel.

## Poloha
Obec leží ve východní části Prešovského kraje, v údolí řeky Laborec mezi Ondavskou vrchovinou a Východními Karpatami. Okresní město Medzilaborce je vzdáleno asi 10 km na sever.

## Členění
Čabiny se skládají že dvou menších částí – severní pod jménem Vyšné Čabiny (maďarsky Felsőcsebény) a jižní, nazývající se Nižné Čabiny (Alsócsebény). Tyto dříve samostatné části se k sobě díky postupující výstavbě nových domů přibližovaly a byly spojeny roku 1964. Každá část má svou vlastní železniční zastávku (na trati Michaľany – Łupków), ale obecní úřad a centrum obce se nachází v Nižných Čabinách (č.p. 141).

## Pamětihodnosti
- Chrám Narození přesvaté Bohorodičky[3]
- Vojenský hřbitov Čabiny I.[3][4]
- Vojenský hřbitov Čabiny II.[5]

## Rodáci
- Anatolij Kralickij, osobnost národního obrození Rusínů
- Michal Čabala, malíř